# انقلاب 1964 في البرازيل
انقلاب البرازيل عام 1964 (بالبرتغالية: Golpe de estado no Brasil em 1964 وبشكل عامي أكثر: golpe de 64)، هي سلسلة من الأحداث في البرازيل من 31 مارس إلى 1 أبريل التي انتهت بالإطاحة بالرئيس البرازيلي جواو غولار من قبل أعضاء في القوات المسلحة البرازيلية، وبدعمٍ من حكومة الولايات المتحدة الأمريكية. في اليوم التالي، وبعد سيطرة الجيش على البلاد بالكامل، خرج المجلس الوطني البرازيلي بدعم وتأييد كامل للانقلاب وذلك من خلال إعلانه عن شغور منصب الرئاسة. وضع الانقلاب نهاية لحكومة غولار، ويُعرف أيضًا باسم «جانغو»، وهو عضو في حزب العمل البرازيلي، الذي انتُخب بجو ديمقراطي نائبًا للرئيس في نفس الانتخابات التي فاز فيها جانيو كوادروس بالرئاسة، وهو سياسي محافظ من حزب العمل الوطني مدعوم من قبل الاتحاد الوطني الديمقراطي.
استقال كوادروس من منصبه في 1961، أيْ في نفس السنة التي تولى الرئاسة فيها، وكانت هذه مناورة سياسية غير متقنة لزيادة شعبيته. توقع كوادروس أن تؤدي هذه المناورة إلى مطالبة هذه المظاهرات الحاشدة بعودته إلى منصب الرئاسة وتقوية موقفه السياسي، لكنه أخطأ في حساب هذه الحركة. مع شغور منصب الرئاسة ووفقًا للدستور ساري المفعول في وقتها والصادر في عام 1946، كان يجب أن يُستبدل كوادروس بغولار تلقائيًا. مع ذلك، فلم يتمكن غولار من تسلم المنصب؛ وذلك لأنه كان في رحلة دبلوماسية إلى جمهورية الصين الشعبية في حينها، ولأنه وعلى الرغم من كونه قوميًا معتدلًا، فقد اتُهم من قبل مقاتلي الجناح اليميني بأنه شيوعي. بعد المفاوضات المطولة التي قادها تانكريدو نيفيس، وصل مؤيدو غولار والجناح اليميني إلى اتفاق يقضي باستبدال النظام الرئاسي بالنظام البرلماني في البلاد. وفقًا لهذا، استمر غولار قائدًا للدولة ولكن بنفوذٍ أقل من السابق، في حين أصبح نيفيس رئيسًا للوزراء.
في عام 1963، أجري استفتاءٌ شعبي بشأن الدستور وتمخض هذا عن إعادة العمل بالنظام الرئاسي وتنصيب غولار رئيسًا للبرازيل. تسلم غولار الرئاسة بصلاحيات تامة، وخلال فترة حكمه، تجلت العديد من المشاكل السياسية البرازيلية، إضافة إلى نشوب نزاعات ضمن إطار الحرب الباردة، التي ساهمت في زعزعة استقرار حكومته. امتلكت خطة الإصلاح الأساسية المقترحة من قبل غولار إمكانية توزيع أرباح الشركات الكبرى بشكل اشتراكي لضمان جودة حياةٍ أفضل لأغلب البرازيليين، لكنها اعتُبرت «تهديدًا اشتراكيًا» من قبل شرائح الجناح اليميني في المجتمع وفي القوات العسكرية، ما دفعهم لتنظيم مظاهرات حاشدة ضد الحكومة في ما عُرف باسم «مسيرة العائلة مع الله من أجل الحرية».
جلب الانقلاب نظامًا عسكريًا برازيليًا منحازًا سياسيًا لمصالح حكومة الولايات المتحدة الأمريكية. استمر هذا النظام حتى عام 1985، إذ انتُخب تانكريدو نيفيس بشكل غير مباشر، فكان أول رئيس مدني للبرازيل منذ انتخابات عام 1960.

## المؤامرة ضد جانغو
استقال جانيو كوادروس في 5 أغسطس 1961. في الوقت الذي أعلن فيه كوادروس استقالته، كان جواو غولار في رحلة إلى جمهورية الصين الشعبية لتدعيم العلاقات الخارجية. في 29 أغسطس، استمع البرلمان البرازيلي ونقض اقتراحًا يقضي بمنع غولار من تسلم الرئاسة، وقد طُرح هذا الاقتراح من قبل قادة الفروع العسكرية الثلاث وبعض السياسيين الذين ادعوا أن تنصيب غولار سيضع البلاد «على طريق الحرب الأهلية». وصلت الأطراف السياسية والعسكرية إلى تسوية بهذا الخصوص، إذ اتفقوا على تحويل نظام الحكم إلى النظام البرلماني الديمقراطي، وتنصيب غولار رئيسًا للبلاد. بهذه الطريقة، أصبح غولار قائدًا للدولة لكن بصلاحياتٍ محدودة نسبةً إلى منصب رئاسة الحكومة. نُصِّب تانكريدو نيفيس رئيسًا جديدًا للوزراء.
في 6 يناير 1963، نجح غولار في إعادة نظام الحكم إلى النظام الرئاسي الديمقراطي بعد فوزه في استفتاءٍ دستوري بفارقٍ كبير. استعاد غولار صلاحياته المسلوبة، لكن هذا كان مصحوبًا بحالة اقتصادية وسياسية متدهورة. خلال هذه الفترة، كان غولار في عزلةٍ سياسية، وابتعدت سياسته الخارجية عن الانحياز لأي جهة سياسية. انتقد غولار بشكل علني غزو خليج الخنازير من قبل الولايات المتحدة الأمريكية وانتقد نظام الحكم الكوبي بزعامة فيديل كاسترو خلال أزمة الصواريخ الكوبية.
تدهورت الأوضاع الاقتصادية للبلاد بشكل متسارع.  موِّلت محاولات إضفاء الاستقرار على العملة من قبل حزم مساعدات من  صندوق النقد الدولي. أدى فشله في تأمين جو ملائم للمستثمرين الأجانب وفي كبح التضخم المحلي إلى وضع الدولة في حالة صعبة جدًا وتسبب في نشوب نزاعاتٍ اجتماعية في البلاد.
في 13 مارس 1964، ألقى غولار خطابًا وعد فيه بتأميم محطات تكرير النفط الخاصة ببلاده، إضافةً إلى إجراء «إصلاحاتٍ أساسية» متضمنةً إصلاحات متعلقة بمراقبة الإيجارات. تُبعت هذه القرارات باحتجاجات حاشدة في 19 مارس، إذ انطلقت مجموعةٌ من المحافظين في مسيرة من ساحة الكاتدرائية في ساو باولو في احتجاجات عُرفت باسم «مسيرة العائلة مع الله من أجل الحرية» التي خرجت للتنديد بغولار وسياساته.

### تمرد البحّارة
تفجر الصراع بين القوات العسكرية وغولار بعد تدخله في تمرد لبحّارة تابعين للقوات البحرية البرازيلية تحت قيادة خوسيه انسيلمو دوس سانتوس، الذي عُرف تاريخيًا باسم كابو انسيلمو، وكُشف لاحقًا أنه عميلٌ محرّض. في 25 مارس 1964، تجمع نحو 2000 بحّار في مدينة ريو دي جانيرو مطالبين بتحسين الظروف المعيشية ومتعهدين بتقديم دعمهم الكامل لإصلاحات غولار. أمر وزير البحرية آنذاك -سيلفيو موتا- باعتقال البحّارة الذين يقودون التجمع. أرسل موتا كتيبة من جنود البحرية بقيادة اللواء البحري كانديدو أراغاو لاعتقال قادة التجمع وتفريق حشود الجماهير المتظاهرة. انضم جنود القوات البحرية هؤلاء إلى الجموع المتظاهرة في نهاية المطاف وظلّوا مع البحّارين الآخرين.
بعد رفض أراغاو اعتقال قادة التجمع بوقتٍ قصير، أصدر غولار أوامر تمنع المساس بموقع تجمع البحّارين (التي كانت في مقر نقابة الحدادين المحليين) وأقال سيلفيو موتا من منصب وزير البحرية. في اليوم التالي وتحديدًا في 26 مارس، تفاوض وزير العمل أماوري سيلفا للوصول إلى تسوية، ونجح بذلك بالفعل وخرج البحّارة من المبنى الذي احتجوا فيه. اعتقلوا بعد ذلك فورًا بتهمة العصيان العسكري.
أصدر الرئيس غولار عفوًا عن البحّارة بعد وقتٍ قصير من اعتقالهم، مة ما أثار خلافًا علنيًا مع القوات العسكرية. بعد ذلك بمدة قصيرة وتحديدًا في 30 مارس 1964، أيْ في اليوم الذي سبق الانقلاب، أعطى غولار خطابًا لجمعٍ من الرقباء وطلب فيه الدعم من القوات العسكرية لإجراء إصلاحاته المنشودة.

## الانقلاب

### الفترة التحضيرية
بدأت مخاوف الولايات المتحدة الأمريكية حول حالة الرئيس البرازيلي غولار منذ أوائل يوليو في عام 1962. عُقد اجتماع مغلق بين كل من جون كينيدي وريتشارد ن. غودوين ولينكولن غوردون لمناقشة نشاط غولار على الصعيد العسكري ومخاوفهم من جره للبلاد نحو نظام حكم شيوعي. انتهى النقاش بنتيجة مفادها أنهم سيدعمون القوات شبه العسكرية المناهضة لحكم غولار، وأنهم سيرسلون «مبعوثًا» مُتقنًا للغة البرتغالية ليكون حلقة الوصل بينهم وبين القوات العسكرية.
في 11 ديسمبر 1962، اجتمعت اللجنة التتفيذية لمجلس الأمن الوطني لتقييم ثلاثة بدائل سياسية في البرازيل. كان الأول هو عدم فعل أي شيء والسماح لهذا الانجراف الحالي بالاستمرار، أما الثاني فكان التعاون مع العناصر البرازيلية المعادية لغولار الذين فضلوا الانقلاب، أما الخيار الأخير فكان محاولة تغيير الميول السياسية والاقتصادية لغولار وحكومته. أحست الولايات المتحدة الأمريكية أن الخيار الثالث هو الأفضل، فسعوا إلى تجربته قبل انتقالهم إلى الخيار الثاني. اختير خيار إصلاح سياسة غولار على اعتباره الخيار الأسلم والأوفر حظًا للنجاح في ذلك الوقت. برر الاعتقاد السائد في حينها، أن الأحداث في البرازيل ستتسبب في الإطاحة المبكرة بغولار أو بتغيير سياساته، إلى دعم حكومة غولار دون معارضتها سياسيًا. في البداية، حاولت الولايات المتحدة الأمريكية العمل مع الرئيس غولار وإقناعه بتغيير آرائه السياسية وسياساته واتباع نظام حكم موالٍ للغرب.